# Athysanella expulsa
Athysanella expulsa är en insektsart som beskrevs av Blocker 1990. Athysanella expulsa ingår i släktet Athysanella och familjen dvärgstritar. Inga underarter finns listade i Catalogue of Life.